# Stades de l'équipe d'Algérie de football
Les stades de l'équipe d'Algérie de football sont les lieux sportifs algériens qui ont accueilli l'équipe d'Algérie de football lors d'un match officiel ou amical.

## Stades résidents

### Stade du 5-Juillet-1962
Le Stade du 5-Juillet-1962 (en arabe : ملعب 5 جويلية 1962) est un stade olympique de football et d'athlétisme situé à Alger. Inauguré le 17 juin 1972, il fait partie du complexe olympique Mohamed-Boudiaf et abrite notamment les finales de la coupe d'Algérie et les rencontres internationales de l'équipe d'Algérie de football. Il a une capacité de 64 000 spectateurs mais pouvait accueillir jusqu'à 85 000 personnes avant la pose des sièges.
Son nom rend hommage à la date de la proclamation de l'indépendance de l'Algérie.
Par rapport aux équipes nationales (exemple : l'équipe de France de football), les grandes rencontres internationales ont généralement lieu au Stade du 5-Juillet-1962

### Stade Miloud Hadefi
Le projet du lancement du complexe olympique a été lancé en décembre 2006, le stade devait accueillir 75 000 places au départ, mais cette capacité a été revue subitement à la baisse jusqu'à 40 000 places.
Sa réalisation a été confiée à l’entreprise chinoise Metallurgical China Construction (MCC) en juin 2010. Répondant aux normes internationales, le stade d'Oran sera en mesure d'accueillir des compétitions nationales et internationales de très haut niveau.
Le stade est inauguré le 17 juin 2021 lors du match amical de football Algérie A' - Liberia, match à huis clos en raison de la pandémie de Covid-19 en Algérie. 
Le 23 juin 2022, le complexe est inauguré et baptisé par le président Abdelmadjid Tebboune au nom de l'ancien footballeur international et du MC Oran, Miloud Hadefi et devient donc le Complexe olympique Miloud Hadefi,.

### Stade de Baraki
Le stade de Baraki est un stade de football d'une capacité de 40 784 places couvertes, situé au sud-est d'Alger, dans la commune de Baraki. En décembre 2007, le ministre de la Jeunesse et des Sports lance un appel d'offres international et en 2008 le projet est attribué au groupe chinois China Railway Construction Engineering Group (CRCC-19) qui lance les travaux pour sa construction en 2009.

## Autres stades

### Liste des stades ayant accueilli au moins un match de l'équipe d'Algérie de football
| Ville          | Stade                        | Nombre de match | Premier match     | Dernier match     |
| -------------- | ---------------------------- | --------------- | ----------------- | ----------------- |
| Alger          | Stade du 5-Juillet-1962      | 120             | 4 octobre 1972    | 12 novembre 2020  |
| Blida          | Stade Mustapha-Tchaker       | 45              | 20 août 2002      | 29 mars 2022      |
| Oran           | Stade Ahmed-Zabana           | 29              | 16 octobre 1962   | 4 septembre 2005  |
| Alger          | Stade du 20-Août-1955        | 23              | 6 janvier 1963    | 15 mars 1972      |
| Annaba         | Stade du 19-Mai-1956         | 23              | 10 juillet 1987   | 10 octobre 2024   |
| Constantine    | Stade Chahid-Hamlaoui        | 10              | 17 novembre 1978  | 5 juin 2025       |
| Tlemcen        | Complexe sportif Akid Lotfi  | 6               | 28 juillet 1989   | 16 avril 1993     |
| Alger          | Stade Nelson-Mandela         | 5               | 23 mars 2023      | 6 june 2024       |
| Oran           | Stade Miloud Hadefi          | 4               | 23 septembre 2022 | 5 septembre 2024  |
| Mascara        | Stade de l'Unité Africaine   | 3               | 11 décembre 1986  | 29 octobre 1988   |
| Tizi Ouzou     | Stade Hocine-Aït-Ahmed       | 2               | 17 November 2024  | 25 Mars 2025      |
| Constantine    | Stade Ben Abdelmalek Ramdane | 1               | 1er novembre 1964 | 1er novembre 1964 |
| Oran           | Stade Habib-Bouakeul         | 1               | 3 mai 1974        | 3 mai 1974        |
| Batna          | Stade 1er novembre 1954      | 1               | 13 mars 1985      | 13 mars 1985      |
| Sidi Bel Abbès | Stade du 24-Février-1956     | 1               | 22 janvier 1986   | 22 janvier 1986   |
| Tiaret         | Stade Ahmed-Kaïd             | 1               | 24 february 1987  | 24 february 1987  |
| Relizane       | Stade Tahar Zoughari         | 1               | 18 mars 1987      | 18 mars 1987      |
| Mascara        | Stade Aoued-Meflah           | 1               | 29 octobre 1988   | 29 octobre 1988   |
| Béjaïa         | Stade de l'Unité Maghrébine  | 1               | 22 mars 1989      | 22 mars 1989      |
| Mostaganem     | Stade Mohamed-Bensaïd        | 1               | 25 janvier 1990   | 25 janvier 1990   |
| 14             | 20                           | 278             | 16 octobre 1962   | 25 mars 2025      |

Dernière mise à jour après Algérie - Mozambique  du 25/03/2025.

## Galerie

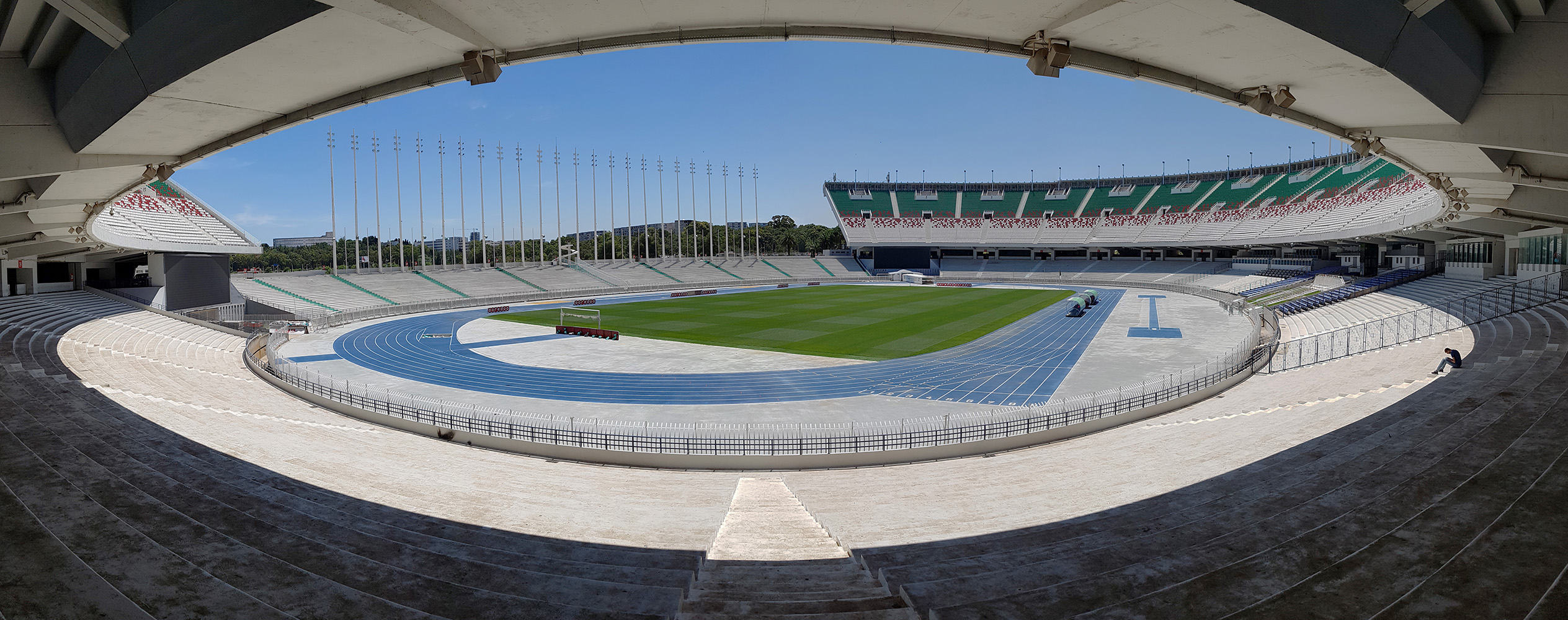
Stade du 5 Juillet
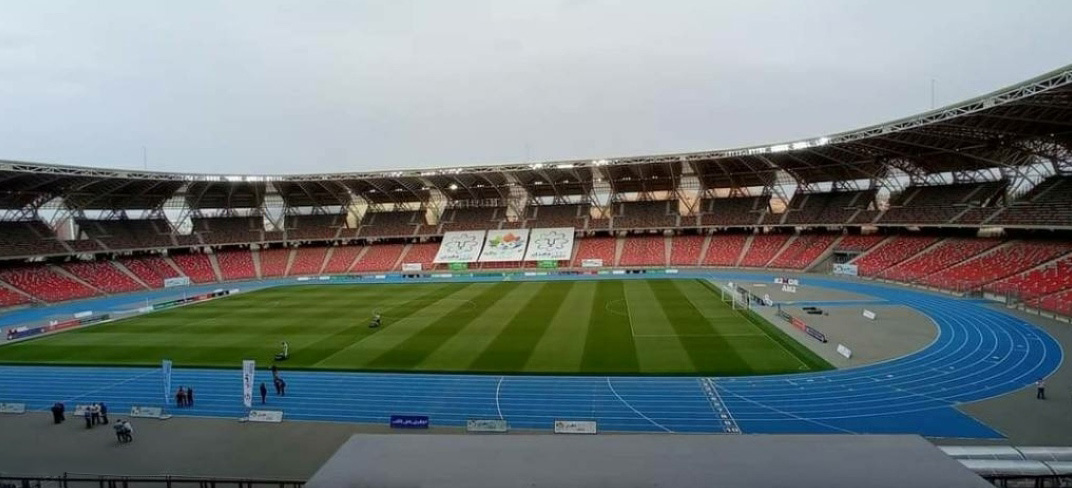
Stade Miloud Hadefi
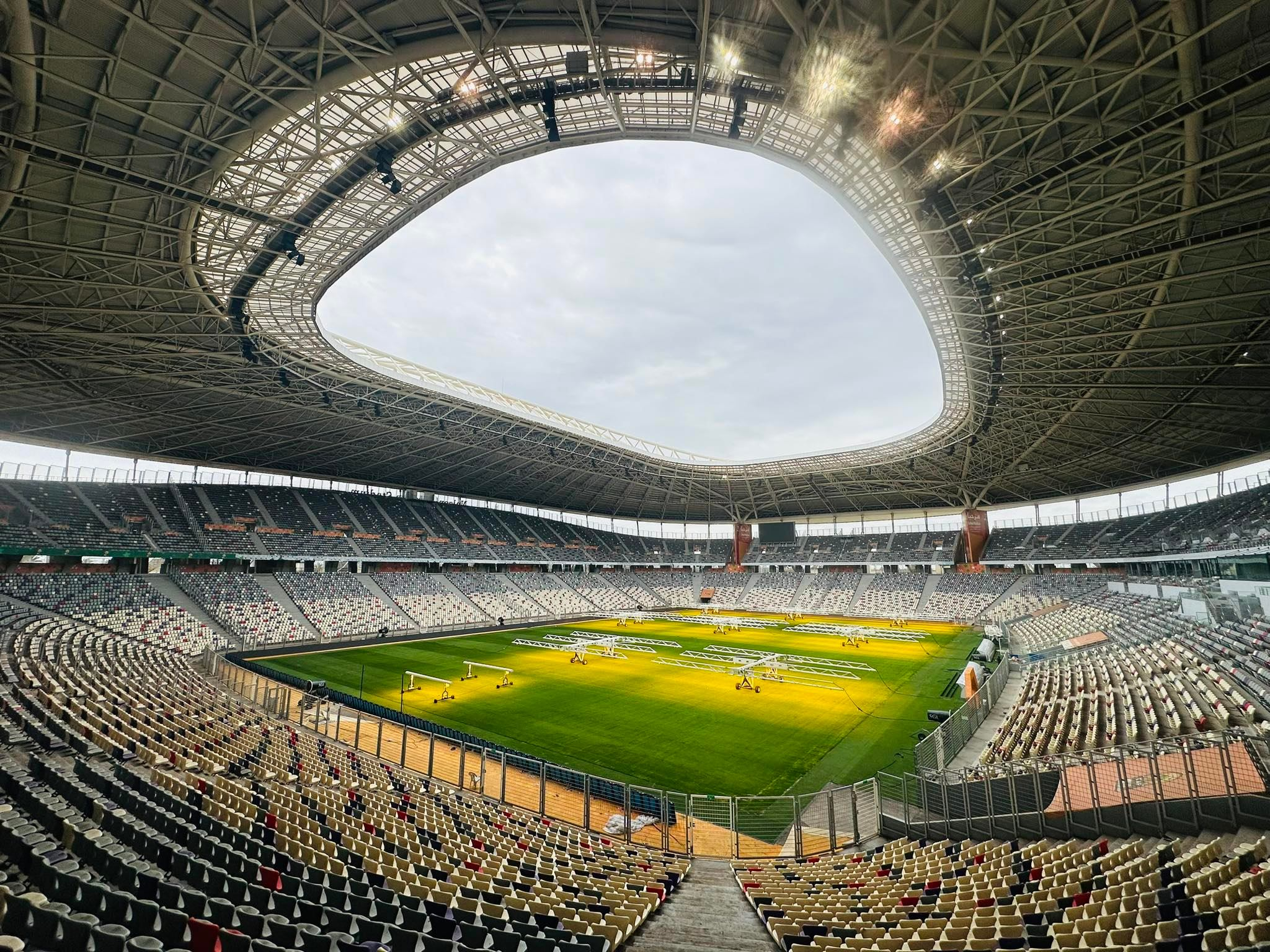
Stade Nelson Mandela